# Weloganita
La weloganita es un mineral de la clase de los minerales carbonatos y nitratos, y dentro de esta pertenece al llamado “grupo de la donnayita”. Fue descubierta en 1967 cerca de Montreal (Canadá), siendo nombrada así en honor de William E. Logan, geólogo canadiense. Un sinónimo es su clave: IMA1967-042.

## Características químicas
Es un carbonato hidratado de sodio, estroncio y circonio, sin aniones adicionales.
Los cristales son del sistema cristalino triclínico y, cuando se encuentran bien formados, son casi hexagonales, pero es muy característico que estos prismas se encuentren profundamente acanalados y estriados, con terminaciones piramidales.

## Formación y yacimientos
Se ha encontrado en un sill alcalino que estaba intruido entre unas rocas calizas del periodo ordovícico. También se le ha encontrado asociado con un complejo alcalino intrusivo de sienita con gabro.
Suele encontrarse asociado a otros minerales como: calcita, cuarzo o dawsonita.